# Agrilus aureofasciatus
Agrilus aureofasciatus (лат.) — вид узкотелых жуков-златок.

## Распространение
Индия, Китай, Лаос, Непал.

## Описание
Длина тела взрослых насекомых (имаго) 5,6—9,3 мм. Отличаются двухцветной окраской, строением гениталий, вытянутыми надкрыльями. Тело узкое, основная окраска со спинной стороны чёрная с голубоватым отблеском. Переднегрудь с воротничком. Боковой край переднеспинки цельный, гладкий. Глаза крупные, почти соприкасаются с переднеспинкой. Личинки развиваются на различных лиственных деревьях. Встречаются с апреля по июнь на высотах от 500 до 1700 м. Вид был впервые описан в 2011 году в ходе ревизии, проведённой канадскими колеоптерологами Эдвардом Йендеком (Eduard Jendek) и Василием Гребенниковым (Оттава, Канада).